# Горюнок (Сунский район)
Горюнок — опустевшая деревня в Сунском районе Кировской области в составе  Большевистского сельского поселения.

## География
Находится на расстоянии примерно 24 км по  прямой на запад-северо-запад от районного центра поселка  Суна.

## История
Известна с 1763 года, когда здесь проживало 56 монастырских крестьян (Успенского Трифонова монастыря) и 7 государственных. В 1873 году здесь учтено было дворов 21 и жителей 141, в 1905 26 и 168, в 1926 25 и 139, в 1950 23 и 90. В 1989 году оставалось 4 постоянных жителя. 

## Население
Постоянное население  составляло 4 человека (русские 100%) в 2002 году, 0 в 2010.